# Sebastien Ostertag
Sébastien Ostertag (ur. 16 marca 1979 roku w Paryżu), francuski piłkarz ręczny, reprezentacji kraju, lewoskrzydłowy. Obecnie występuje w Division 1, w drużynie Tremblay en France Handball.
W 2009 roku w Chorwacji wywalczył mistrzostwo Świata. W finale ekipa Francji pokonała Chorwację 24:19.

## Sukcesy
- 2010:  mistrzostwo Europy, (Austria
- 2009:  mistrzostwo Świata, (Chorwacja)
- 2008:  III miejsce na mistrzostwach Europy, (Norwegia)